# Pero tridenta
Pero tridenta là một loài bướm đêm trong họ Geometridae.